# 2. deild Wysp Owczych (2004)
W roku 2004 odbyła się 61. edycja 2. deild Wysp Owczych – drugiej ligi piłki nożnej Wysp Owczych. W rozgrywkach brało udział 10 klubów z całego archipelagu. Klub z pierwszego miejsca awansował do 1. deild, a w tym sezonie był to TB Tvøroyri. Kolejny klub uzyskał prawo do gry w barażach, które B71 Sandoy przegrał ze ÍF Fuglafjørður i pozostał w drugiej lidze. Drużyna z ostatniego miejsca (VB II Vágur) automatycznie spadała do ligi trzeciej, zaś przedostatnia rozgrywała baraż, który KÍ II Klaksvík przegrał z klubem HB II Tórshavn i spadł do trzeciej ligi.

## Uczestnicy
| Uczestnicy 2. deild Wysp Owczych 2003                                                                         | Uczestnicy 2. deild Wysp Owczych 2003 | Uczestnicy 2. deild Wysp Owczych 2003 | Uczestnicy 2. deild Wysp Owczych 2003 |
| --- | ------------------------------------- | ------------------------------------- | ------------------------------------- |
| TB | TB Tvøroyri                           | 2                                     |                                       |
| SÍS | SÍ Sumba                              | 3                                     |                                       |
| AB | AB Argir                              | 4                                     |                                       |
| KÍII | KÍ II Klaksvík                        | 5                                     |                                       |
| B71 | B71 Sandoy                            | 6                                     |                                       |
| B36II | B36 II Tórshavn                       | 7                                     |                                       |
| VB II | VB II Vágur                           | 8                                     |                                       |
| LÍF | LÍF Leirvík                           | 9                                     |                                       |
| Spadek z 1. deild Wysp Owczych 2003                                                                           |                                       |                                       |                                       |
| FSV | FS Vágar                              | 10                                    |                                       |
| Awans z 3. deild Wysp Owczych 2003                                                                            |                                       |                                       |                                       |
| Royn | Royn Hvalba                           | 1                                     |                                       |
| Oznaczenia: - kolumna pierwsza – skróty nazw drużyn, - kolumna trzecia – miejsce zajęte w poprzednim sezonie. |                                       |                                       |                                       |

## Tabela ligowa
| Lp. | Drużyna             | M  | Z  | R | P  | Bramki | Bramki | Różn. | Pkt | Uwagi                   |
| --- | ------------------- | -- | -- | - | -- | ------ | ------ | ----- | --- | ----------------------- |
| 1   | TB Tvøroyri (M) (A) | 18 | 12 | 2 | 4  | 47     | 24     | +23   | 38  | Awans do Formuladeildin |
| 2   | B71 Sandoy          | 18 | 12 | 2 | 4  | 51     | 31     | +20   | 38  | Baraże o 1. deild       |
| 3   | AB Argir            | 18 | 11 | 2 | 5  | 33     | 25     | +8    | 35  |                         |
| 4   | LÍF Leirvík         | 18 | 8  | 5 | 5  | 30     | 28     | +2    | 29  |                         |
| 5   | Royn Hvalba         | 18 | 9  | 1 | 8  | 40     | 40     | 0     | 28  |                         |
| 6   | FS Vágar            | 18 | 8  | 3 | 7  | 56     | 39     | +17   | 27  |                         |
| 7   | SÍ Sumba            | 18 | 6  | 4 | 8  | 25     | 32     | −7    | 22  |                         |
| 8   | B36 II Tórshavn     | 18 | 5  | 3 | 10 | 28     | 49     | −21   | 18  |                         |
| 9   | KÍ II Klaksvík (S)  | 18 | 3  | 4 | 11 | 26     | 39     | −13   | 13  | Baraże o 2. deild       |
| 10  | VB II Vágur (S)     | 18 | 1  | 4 | 13 | 19     | 48     | −29   | 7   | Spadek do 2. deild      |

### Baraże o 2. deild
| Drużyna 1                            | Wynik dwumeczu | Drużyna 2      | Pierwszy mecz | Drugi mecz |
| ------------------------------------ | -------------- | -------------- | ------------- | ---------- |
| KÍ II Klaksvík                       | 1-9            | HB II Tórshavn | 0:4           | 1:5        |
| Po lewej gospodarz pierwszego meczu. |                |                |               |            |

| 4 października 2004 | KÍ II Klaksvík             | 0:4   | HB II Tórshavn                                                               |                                                         |
|                     |                            | (0:1) | 40' (sam.) ? · 46' Herman Mortensen · 51' Roy Hugo Poulsen · 85' Gunnar Mohr | Djúpumýra, Klaksvík Sędzia: Petur Reinert (LÍF Leirvík) |
|                     | 54' Johan Ejvind Mouritsen | (0:1) |                                                                              | Djúpumýra, Klaksvík Sędzia: Petur Reinert (LÍF Leirvík) |

| 11 października 2004 | HB II Tórshavn                                                              | 5:1   | KÍ II Klaksvík             |                                                                            |
|                      | Gunnar Mohr 10', 28', 65' · Herman Mortensen 51' · Høgni Klein Jacobsen 83' | (2:0) | 56' Hans Michael í Mittúni | Gundadalur (ovari vøllur), Tórshavn Sędzia: Sune Johansen (SÍF Sandavágur) |
|                      | 83' John Havn                                                               | (2:0) |                            | Gundadalur (ovari vøllur), Tórshavn Sędzia: Sune Johansen (SÍF Sandavágur) |

KÍ II Klaksvík w wyniku meczów barażowych spadł do trzeciej ligi.